# Tuerckheimocharis
Tuerckheimocharis es un género de plantas de flores de la familia Scrophulariaceae. 

## Especie
- Tuerckheimocharis domingensis

- Datos: Q9090517